# Dragon Ball Z - La sfida dei guerrieri invincibili
Dragon Ball Z - La sfida dei guerrieri invincibili (ドラゴンボールZ 超サイヤ人だ孫悟空?, Doragon Bōru Zetto - Sūpā Saiyajin da Son Gokū, lett. "Dragon Ball Z - Son Goku il Super Saiyan") è un film del 1991 diretto da Mitsuo Hashimoto. È un mediometraggio anime, settimo film basato sul manga Dragon Ball e quarto ad essere tratto dalla serie TV Dragon Ball Z. Fu proiettato per la prima volta in Giappone il 9 marzo 1991 presso il festival Toei Anime Fair, insieme al mediometraggio anime Magical Tarurūto-kun (tratto dall'omonima serie).
Il film utilizza per i titoli di coda una nuova canzone intitolata ""Ya" na koto ni wa Genki-Dama!!" (｢｢ヤ｣なことには元気玉！！｣?) di Dai Satō e Chiho Kiyoka, cantata da Hironobu Kageyama e gli SHINES.

## Trama
Piccolo sta meditando, quando Son Gohan arriva per mostrargli come Draghetto balla al suono del suo fischio. Piccolo urla subito a Gohan di fermarsi, poiché il suono danneggia le sue sensibili orecchie da Namecciano. Nel frattempo, uno strano pianeta si sta avvicinando rapidamente alla Terra. Son Goku e Crilin tentano di deviarlo con una Kamehameha, ma vengono spazzati via. Il pianeta esplode improvvisamente, rivelando di contenere un'astronave che sbarca sulla Terra. Un esercito agli ordini di Lord Slug, un anziano namecciano con un cuore di pura malvagità, prende rapidamente il controllo di tutta l'area circostante.
Mentre Gohan inizia a combattere contro l'esercito, Slug osserva la battaglia dall'interno dell'astronave e nota la sfera del drago sul suo cappello, ricordando vagamente della loro esistenza nel suo pianeta natale. Dopo aver preso la sfera, Slug afferma di voler utilizzare la Terra come nuovo veicolo. Gohan viene facilmente sconfitto da Dorodabo e Angila, due scagnozzi di Slug. Quest'ultimo poi legge la mente di Bulma e apprende delle sfere del drago della Terra. Slug invia subito i suoi uomini a trovare le altre sei e, una volta evocato Shenron, gli chiede di farlo tornare giovane per sempre. Infine, i servitori di Slug coprono il pianeta con delle nuvole scure, facendone scendere drasticamente la temperatura.

Una scena del combattimento tra Goku e Slug

Tempo dopo, Goku, Crilin e Gohan si sono ripresi. Gohan torna a sfidare Slug venendo nuovamente sconfitto, ma viene salvato da Piccolo, che uccide facilmente Dorodabo. Tuttavia, l'energia di Gohan viene assorbita da Medamatcha (un altro scagnozzo di Slug), mentre Piccolo rimane gravemente ferito da Angila mentre protegge Gohan. Goku arriva all'improvviso, uccidendo in pochi secondi Angila e Medamatcha con la sua forza travolgente. Crilin, non prestando attenzione all'avvertimento di Goku, decide di combattere contro Slug, ma non è alla sua altezza. Goku e Slug iniziano un duello, ma è presto evidente che la forza di Slug supera anche quella di Goku. Con le spalle al muro, Goku evoca tutta la sua forza e raggiunge lo stadio di un Falso Super Saiyan travolgendo rapidamente Slug, ma il namecciano ha un ultimo asso nella manica: la Kyodaika, una tecnica grazie alla quale diventa un gigante.
Slug inizia a stritolare Goku, ma in quel momento Piccolo si strappa le orecchie e grida a Gohan di iniziare a fischiare. Slug rimane stordito dal dolore, rilasciando Goku dalla sua presa. Piccolo trasferisce la sua energia rimanente a Goku, che vola sopra le nuvole scure e forma una Genkidama con l'energia dal sole. Slug si dirige rapidamente verso Goku per fermarlo, ma viene colpito dalla sfera, che lo fa schiantare vicino alla macchina che crea le nuvole scure. Mentre le nuvole scompaiono, i raggi del sole ristabiliscono di nuovo l'equilibrio sulla Terra.

### Nuovi personaggi
- Lord Slug (スラッグ?, Suraggu): il principale avversario del film. Nato su Namecc, venne portato su un altro mondo da neonato. Diversamente dagli altri namecciani è perfido, poiché la sua parte cattiva prese il sopravvento su quella buona, e divenne così un feroce conquistatore di mondi. Dopo aver radunato attorno a sé un potente esercito, cominciò a vagare nello spazio usando gli stessi pianeti da lui assoggettati come mezzi di trasporto. Arriva sulla Terra per conquistarla e renderla un pianeta adatto ai suoi demoni; dopo aver scoperto che sulla Terra ci sono le sfere del drago, ordina ai suoi sottoposti di cercarle, in modo da poter tornare giovane. Come molti guerrieri namecciani ha il potere di rigenerare le parti del corpo ferite, di allungare le braccia a dismisura e di aumentare le proprie dimensioni. Slug è un Super Namecciano e grazie a ciò risulta più forte di Freezer nella sua prima forma e anche di Goku nella forma di Falso Super Saiyan. Viene sconfitto da una Genkidama lanciata da Goku con l'aiuto di Piccolo e di Gohan, che lo indebolisce fischiando un motivetto che le sue orecchie sensibilissime non tollerano. Un guerriero fantasma con le sue sembianze appare negli OAV Dragon Ball Z Gaiden: Saiyajin zetsumetsu keikaku e Dragon Ball: Piano per lo sterminio dei Super Saiyan (remake del primo). Slug è stato disegnato da Akira Toriyama in persona.[2] Il suo nome deriva dall'inglese slug, che significa lumaca.[1]
- Angila (アンギラ?, Angira): il secondo dei seguaci di Lord Slug, decisamente quello dall'aspetto meno mostruoso vista la sua fisionomia antropomorfa, i suoi lunghi capelli biondi e la pelle azzurra. Come i suoi compagni, Dorodabo e Medamatcha, è particolarmente sensibile alla luce del sole e preferisce combattere al freddo e col favore dell'oscurità. Ha la speciale capacità di allungare a piacere le proprie braccia, facendole passare sotto il terreno e poi sbucare fuori all'improvviso immobilizzando l'avversario. Può inoltre lanciare dalla bocca un potente getto d'energia in grado di polverizzare ogni cosa. Dopo aver affrontato Gohan e Piccolo insieme ai suoi compagni, Angira si trova di fronte un avversario troppo forte per lui, Goku, che lo sconfigge con facilità.
- Dorodabo (ドロダボ?, Dorodabo): uno dei più forti guerrieri al servizio di Lord Slug e fa parte del gruppo di demoni che ne eseguono gli ordini più importanti e delicati. Di grossa corporatura, è dotato di piccole ali che gli permettono di muoversi - seppur goffamente - nell'aria. Tutte le sue capacità combattive si basano sulla forza bruta e la sua tecnica preferita consiste nello scagliarsi a testa bassa contro l'avversario, travolgendolo con il suo impeto irresistibile. Sulla Terra deve vedersela con Piccolo. Sottovalutando l'avversario, lo attacca a viso aperto rimediando una sonora sconfitta. Non gli va meglio quando cerca di prenderlo di sorpresa: il namecciano è infatti molto più astuto di lui e lo elimina senza molta fatica.
- Medamatcha (メダマッチャ?, Metamaccha): il più piccolo dei servi di Lord Slug, ma è estremamente agile e possiede numerosi poteri speciali particolarmente adatti in combattimento. Oltre a lanciare proiettili di energia a ripetizione, può generare quattro minuscole creature simili a lui che si lanciano contro l'avversario e aderiscono al suo corpo, sottraendogli lentamente tutta l'energia fino all'ultima goccia. Medamatcha può poi richiamare queste creature e riassorbirle al proprio interno. È proprio a lui che Slug affida il delicato compito di cercare le sfere del drago per mezzo del radar di Bulma. Quando poi viene incaricato dal suo padrone di affrontare i difensori della Terra, il mostriciattolo verde ha inizialmente la meglio sul piccolo Gohan, ma deve arrendersi di fronte alla superiore capacità combattiva di Goku.

## Distribuzione

### Edizione italiana
Il primo doppiaggio italiano del film, usato per l'uscita in VHS nel 1998 e per le trasmissioni TV su Rai 2 nel 2001, fu eseguito dalla Coop. Eddy Cortese di Roma e diretto da Fabrizio Mazzotta, con un cast differente da quello della serie TV. La terminologia venne mantenuta fedele alla versione italiana del manga, eccetto per alcuni particolari: il drago Shenron viene chiamato solo "Dio Drago" (mentre sulla cover della VHS il nome è "Sheron"), Re Kaio viene chiamato "Re Kajo" e il pianeta Vegeta è chiamato "Saiya". Inoltre, a differenza del film precedente, l'Hire Dragon viene chiamato semplicemente "draghetto".
Il film fu ridoppiato nel 2003 dal cast italiano di Dragon Ball Z per la trasmissione in due episodi (intitolati "Re Slug" e "Il super namecciano") su Italia 1 nella serie Dragon Ball: La saga. Il ridoppiaggio fu effettuato dalla Merak Film di Milano e curato da Paolo Torrisi, con dialoghi in buona parte trascritti da quelli del primo doppiaggio. Tuttavia ci sono varie differenze in questo adattamento rispetto al precedente. Tra le principali: 
- la terminologia venne cambiata utilizzando quella dell'adattamento italiano della serie TV, mentre i nomi di Kamehameha e Genkidama furono sostituiti da dialoghi di fantasia e il Dio della Terra fu ribattezzato "Signore della Terra";
- alcuni dialoghi vennero modificati per mitigare insulti e termini inadatti a un pubblico infantile;
- furono aggiunti "pensieri" e dialoghi di pura fantasia in scene dove i personaggi non parlano, e venne aggiunta una narrazione di Mario Scarabelli.

Il ridoppiaggio è stato poi utilizzato per le successive trasmissioni TV e per l'uscita in DVD.

### Edizioni home video
L'edizione VHS del film fu prodotta da Dynamic Italia e distribuita da Terminal Video Italia nel 1998. La VHS conteneva il film con il primo doppiaggio.
L'edizione DVD fu prodotta da Dynit, nuova incarnazione della Dynamic Italia. Il 20 gennaio 2007 fu distribuita in edicola da De Agostini, mentre la distribuzione sul mercato avvenne l'11 aprile 2007 a opera della Terminal Video Italia. Mentre il master video è un semplice riversamento dalla precedente VHS, l'audio è disponibile in italiano in Dolby Digital 5.1 e in giapponese in 2.0. Poiché la versione italiana del film fu concessa da RTI, il DVD contiene esclusivamente il ridoppiaggio. Sono inclusi inoltre i sottotitoli in italiano e, come extra, landscapes e schede sui personaggi. Una nuova edizione DVD rimasterizzata, prodotta stavolta da Yamato Video, è stata allegata a La Gazzetta dello Sport e Corriere della Sera il 3 maggio 2017; audio e sottotitoli sono gli stessi dell'edizione precedente.

## Accoglienza
Il film fruttò in patria un guadagno netto di 1,3 miliardi di yen, venendo visto da 3,6 milioni di spettatori.

## Altri media
Il 23 marzo 1994 Shūeisha pubblicò un anime comic con le foto del film, che fu importato in Italia da Star Comics nel settembre 1999.